# Preshoekbos
Het Preshoekbos is een natuur- en recreatiegebied in de Belgische gemeenten Kortrijk en Menen, in het zuiden van de provincie West-Vlaanderen.
Dit gebied heeft als kern het gehucht Preshoek, gelegen tussen Aalbeke, Lauwe en Marke. Het wordt doorsneden door de autowegen E17 en E403. De hoofdingang bevindt zich aan de Aalbeeksesteenweg 49.
In dit gebied beheert het Agentschap voor Natuur en Bos sinds 2009 een 250-tal hectares, die reeds werden of worden bebost. Zowel ten oosten als ten westen van de E403 ligt het domein. Een viaduct verbindt beide stukken.

## Flora en fauna
Het bos, op voormalige akkers en weilanden geplant, bestaat uit inheemse bomen en struiken. In het oosten van het domein, nabij de Keizerstraat in Marke, ligt een bloemrijke helling met onder meer aardaker en donderkruid. Tot de vlinders die in het domein worden aangetroffen behoren oranjetipje landkaartje, bruin blauwtje, icarusblauwtje, oranje luzernevlinder, bont zandoogje en sleedoornpage. Andere dieren zijn patrijs, haas, konijn, wezel, hermelijn en vos.

## Cultuurhistorie
In het bos liggen enkele uit klei bestaande hoogten die ten behoeve van de baksteenindustrie werden gebruikt. Deze zijn of worden geïntegreerd in het gebied.
Het monument De Sjouwer, verwijzend naar de trekarbeid in Noord-Frankrijk, bevindt zich in dit gebied.

## Recreatie
In het Preshoekbos zijn twee wandelroutes uitgezet. Verder zijn er twee speelzones en wordt het gebied aangedaan door fietsroutes en een terreinfietsroute.